# Транскранијални доплер
Транскранијални доплер (енг. Transcranial Doppler - TCD) и транскранијални колор доплер (TCCD) су типови доплер ултрасонографије која одређује брзину протока крви кроз крвне судове мозга мерењем одјека ултразвучних таласа који се крећу транскранијално (кроз лобању).
Овим начином медицинског снимања врши се спектрална анализа акустичних сигнала који се  примају из лобање и стога се могу класификовати као методе активне акустоцеребрографије.
Транскранијални доплер се користе као метода која помажу у дијагностици емболије, стенозе, вазоспазма изазваног субарахноидалним крварењем (крварење из руптуре анеуризме) и других проблема. Ови тестови су ефикасни за откривање болести српастих ћелија, исхемијске цереброваскуларне болести, субарахноидног крварења, артериовенских малформација и застоја церебралне циркулације. Тестови су можда корисни и за периоперативно праћење  инфекције можданица.
Транскранијални доплер није опасан. Нема штетних нежељених ефеката јер не користи јонизујуће зрачење, као што то раде рендгенски тестови.

## Историја
Прве интраваскуларне емболије, које су описане код човека 1968. године, биле су гасовите природе, а откривене су коришћењем TCD у спектру средишње мождане артерије (лат. a. cerebri mediae) током ендартеректомије. Прве чврсте емболије пронађене су 1990. године код пацијената са хируршки значајном стенозом компликованом атеросклеротским плаком.

## Значај
Имајући у виду  да су трећина исхемијских поремећаја мозга  емболијске природе, увођење ултразвучног теста за откривање микроемболусних сигнала (МЕС) транскранијалним доплером (енг. Transcranial Doppler - TCD), било је од изузетног значаја. Имајући у виду да TCD показује микроемболусне сигнале у церебралном крвотоку, он је постао изузетно важан за разумевање природе исхемијских поремећаја мозга, посебно пролазних исхемијских напада – ТИА).
Церебралне емболије су честице атерома, тромба, агрегата тромбоцита, масних или гасовитих честица, које могу изазвати оклузију малих крвних судова мозга са сликом ТИА или исхемијског можданог удара. Најчешће настају од улцерисаних плакова каротидне бифуркације, лука аорте и паријеталног тромба леве преткомора, а јављају се и при ендартеректомији, аортокоронарном бајпасу или вештачком срчаном залистку.
Детекција микроемболусних сигнала се стандардно врши билатералним TCD праћењем спектра средишње мождане артерије (лат. a. cerebri mediae), у којима се микроемболусни сигнал појављују као веома интензивни и краткотрајни сигнали праћени типичним звуком. Регистрација микроемболусних сигнал у спектру једне од средишњих можданих артерија указује на извор емболуса, најчешће на каротидној артерији на истој страни, док регистрација микроемболусних сигнала у обе  средишње мождане артерије указује на кардиогену емболију.
Сумирајући досадашње искуство, Америчка академија за неурологију је 2004. године дала препоруку у којој се наводи да је TCD вероватно користан за откривање микроемболусних сигнала код различитих цереброваскуларних и кардиоваскуларних поремећаја и дијагностичко-терапијских интервенција.

## Индикације и намена TCD
Индикације за TCD за откривање микроемболусних сигнала су:
- процена ризика од емболијске ТИА или исхемијског можданог удара
- процена патогенезе (емболијске или исхемијске) ТИА или исхемијског можданог удара
- процена извора емболуса
- вазоспазам:  сужење дела крвног суда услед његове контракције. У овом случају, то је реакција на крварење у мозгу – субарахноидално крварење/ руптура анеуризме мозга
- процен ризика од можданог удара код одраслих и деце са анемијом српастих ћелија. Промењени облик крвних зрнаца код анемије српастих ћелија може довести до крвних угрушака и блокираних крвних судова, повећавајући ризик од можданог удара.[8]
- откривање патента форамен овале/детекција шанта здесна налево. У овом тесту, раствор се убризгава у вену на подлактици. Присуство мехурића у можданим артеријама указује на то да крв тече у погрешном смеру због рупе у зиду између две горње коморе срца (названог отворени форамен овале.[9]
- стеноза ли сужење у можданим артеријама. Ово је сужење или блокада дела артерије, најчешће настаје због атеросклерозе (отврдњавање артерија).[10]
- потврда смрти мозга

Како опрема која се користи за ове тестове постала све преносивија, то омогућава клиничару да опрему користи по болничким одељењима, у ординацију или у старачки домовима код стационарних и амбулантних прегледа. 
Транскранијални доплер се често користе у комбинацији са другим методама као што су МРИ, МРА, каротидни дуплекс ултразвук и ЦТ скенирање.
Тестови се такође користе за истраживања у когнитивној неуронауци.

## Методе
Транскранијални доплер користи две методе за овај дијагностички поступак.
Прва метода снимања - користи приказивање дводимензионалне слике  анатомије крвних судова (Б-мод). Када је жељени крвни суд пронађен, овом методом је могуће мерити фреквенцију протока крви коришћењем пулсирајуће доплерске сонде, која с временом приказује фреквенцију. Заједно, оне чине дуплеx тест.
Друга метода снимања  - користи само другу функцију сонде, ослањајући се на обућеност и искуство лекара у проналаску правог крвног суда.

## Начин радаTCD
Фреквенција протока крви евидентира се испуштањем високих звучних таласа из ултразвучне сонде, који се затим одбијају од разних материјала, а затим бележе од те исте сонде. Користи се посебна фреквенција, као и брзина крви у спрези са сондом која изазива фазни помак, у олвиру кога се фреквенција повећава или смањује. Ова промена фреквенције има директну везу с брзином крви, која се затим електронск снима ради касније анализе. По правилу се се опсег дубина мора мерити ради утврђивања тачних фреквенција, пошто снимање из угла крвног суда даја вештачки смањену фреквенцију.
Кости лобање спречавају пропуштање ултразвука, па се ради анализе користе подручја с тањим зидовима. Из тог разлога снимање се изводи у темпоралном подручју изнад зигоматичне кости/зигоматичног лука, кроз очи, испод чељусти, и са потиљка.
Болесникова старост, пол, раса и остали фактори утићу на дебљину костију, чинећи неке претраге много тежима или готово немогућима. Већина их се ипак може спровести ради добијања прихватљивих одговора. У том циљу се понекад користе алтернативна подручја с којих се посматра крвни суд.
Упоредна истраживања транскранијалног доплера и магнетске ангиографије артерија мозга показала су да је прва метода поузданија у процени васкуларног статуса артерије базе мозга. И да је посебно поуздана код процене затворених промена на артеријама и процени колатералног крвотока.

## Имплантабилни транскранијални доплер
Понекад пацијентова историја и клинички знаци указују на веома висок ризик од можданог удара. Оклузивни мождани удар изазива трајно оштећење ткива током наредна три сата (можда чак и 4,5 сата), али не тренутно. Различити лекови (нпр  аспирин, стрептокиназа и ткивни активатор плазминогена (ТПА) у растућем редоследу ефикасности и цене) могу да преокрену процес можданог удара. Проблем је како одмах знати да се мождани удар дешава. Један од могућих начина је употреба имплантабилног транскранијалног доплер уређаја „оперативно повезаног са системом за испоруку лека”. Напајан на батерије, користио би РФ везу са преносним рачунаром који покреће рутину спектралне анализе заједно са уносом из оксиметра (праћење степена оксигенације крви, коју мождани удар може нарушити) да би донео аутоматску одлуку о примени лека.